# Anglachel
Anglachel é uma espada do mundo imaginário de J. R. R. Tolkien.
Seu nome, em Sindarin, a língua dos elfos de Beleriand, é formado por ang-, ferro, e o verbo lacho, pegar fogo, alterado para -lachel, a forma no particípio ativo.
Era uma das duas espadas que Eöl forjou com metal que caiu dos céus; esta espada foi dada a Thingol, em agradecimento (ou como uma forma de tributo) por permanecer em Nan Elmoth sem ser perturbado.
Beleg escolheu esta espada para usar no resgate de Túrin, que havia sido capturado por orcs, mas após Beleg cortar suas algemas com a espada, Túrin, tomando-o por um inimigo, tomou posse da espada, e usou-a para matar Beleg. Túrin ficou com ela chamando-a de Gurthang (Ferro da Morte em Sindarin), e usou-a para matar o dragão Glaurung e, posteriormente, acabar com a sua própria vida. A espada se partiu em pedaços quando Túrin morreu, assim tudo o que ele possuía desapareceu.
De acordo com Arnulf Krause, a inspiração para Anglachel/Gurthang pode ter sido a espada amaldiçoada Tyrfing, da mitologia nórdica.